# Кам'яне Поле (роз'їзд)
Ка́м'яне По́ле — залізничний роз'їзд Криворізької дирекції Придніпровської залізниці на електрифікованій лінії П'ятихатки — Кривий Ріг між станціями Саксагань (10 км) та Савро (20 км). Розташований в селі Сергіївка Криворізького району Дніпропетровської області.

## Історія
Роз'їзд відкритий у 1959 році. Має допоміжне значення, використовується для перевезення продуктів ланів Криворіжжя.

## Пасажирське сполучення
На роз'їзді Кам'яне Поле зупиняються приміські електропоїзди напрямку  П'ятихатки — Кривий Ріг — Тимкове.